# Sant'Agostino (miniserie televisiva)
Sant'Agostino è una miniserie televisiva diretta da Christian Duguay, composta da due puntate dalla durata di cento minuti ciascuna. 
Agostino d'Ippona è interpretato da Alessandro Preziosi e, per il periodo finale della sua vita, da Franco Nero. 
È una coproduzione internazionale di Rai Fiction, Lux Vide, Rai Trade (Italia), Eos Entertainment (Germania) e Grupa Filmowa Baltmedia (Polonia) e fa parte del progetto "Imperium". I produttori sono Matilde e Luca Bernabei. 
In Italia è stata trasmessa il 31 gennaio e il 1º febbraio 2010 in prima serata su Rai 1, ottenendo una media di circa 7 milioni di spettatori.

## Trama
La vita di Agostino è raccontata con la tecnica del flashback, partendo dal 430, quando è l'ormai anziano vescovo di Ippona, cinta da assedio dai barbari vandali del re Genserico. Si ripercorre la sua adolescenza a Tagaste, piccola città dell'Africa romana, l'adesione al manicheismo, la conversione nella Milano di Ambrogio all'età di 33 anni, il rapporto con la madre Monica e la disputa con i donatisti che ebbe luogo a Cartagine nel 411 (Concilio di Cartagine).

### Prima puntata
Ippona (Africa settentrionale), 430 d. C.
Da mesi la città, provincia romana dai tempi di Cesare, è assediata dai Vandali guidati da re Genserico. Agostino – Vescovo di Ippona – ha la possibilità di fuggire a bordo di una nave inviata appositamente per lui dal Papa ma, nonostante le pressioni della nipote Lucilla, decide di restare accanto ai propri concittadini. Esorta il Consiglio della città a cercare una mediazione con gli assedianti, ma il tribuno imperiale Valerio si dimostra suo fiero oppositore: Roma non si piegherà mai dinanzi ai barbari. Al fianco di Valerio c’è anche il giovane centurione Fabio, anch’egli ostile ad Agostino, ma innamorato di Lucilla. Agostino, dilaniato dall’esortazione del Papa a mettere in salvo se stesso e i propri scritti, ripensa al proprio passato. E i suoi ricordi ci riportano a...
Tagaste, piccolo paesino agricolo nell’entroterra nordafricano.
Agostino è un adolescente turbolento, indocile alle premure di sua madre Monica, che cerca inutilmente di trasmettere al figlio la propria fede cristiana. Più di ogni cosa, il giovane desidera diventare un grande avvocato, per primeggiare nei Tribunali dell’Impero. Per questo decide di recarsi a Cartagine e mettersi alla scuola di un vero principe del Foro, Macrobio. Nella grande città, Agostino vive ospite di un ricchissimo coetaneo, Valerio, che gli mette a disposizione una bellissima schiava, Khalidà. Gli anni passano e Agostino sembra realizzare i suoi sogni: diventa un grande oratore e ha a sua disposizione tutti i piaceri e i lussi che Cartagine può offrirgli. Ma tutto sembra crollargli addosso quando un imputato che lui aveva fatto scagionare pur sapendolo colpevole si macchia nuovamente di un terribile omicidio. In Agostino si apre così una profonda crisi di coscienza, che lo spinge a tornare da sua madre Monica assieme a Khalidà, l’unica donna che davvero ama. Con Monica affiorano vecchi e nuovi attriti che si placano con la nascita di suo figlio Adeodato.
Agostino sembra aver dimenticato il suo passato e vive una vita da semplice insegnante di provincia insieme alla sua famiglia, finché Valerio viene a cercarlo e riaccende le sue ambizioni: lo ha proposto come oratore alla corte imperiale di Milano per contrastare il potere del vescovo cattolico Ambrogio, inviso all’Imperatrice Giustina, di fede ariana. Trasferitosi a Milano, Agostino conquista immediatamente la corte. Ma la sfida con Ambrogio si rivela più difficile del previsto.

### Seconda puntata
A Milano Khalidà comprende di essere di peso per la carriera di Agostino e decide di allontanarsi da lui e dall’amato figlio. La straziante separazione da Khalidà, il rapporto con il vescovo Ambrogio e la scoperta delle ipocrisie della vita di corte suscitano in
Agostino un tormento sempre più acuto, finché assiste, impotente, alla carica delle guardie dell’imperatrice contro i fedeli cattolici, tra i quali riconosce anche sua madre. La sua crisi giunge al culmine. Dopo una notte di angoscia e rimorso sente la famosa frase: "Prendi e leggi..." e, in un brano di San Paolo, trova la folgorazione e sotto gli occhi commossi della madre viene battezzato dal vescovo Ambrogio. Di lì a poco Monica morirà poco prima di ritornare a Tagaste.
Anni dopo la sua conversione, Agostino è diventato vescovo di Ippona. In questa veste convince il capo dei vescovi eretici donatisti ad indire un concilio che ponga fine al conflitto "fratricida" fra loro e i cattolici. Il vescovo donatista accetta solo a patto che la contesa venga arbitrata dal giudice Ilario, uomo incorruttibile e di provata onestà. Il concilio termina con la vittoria per i cattolici ma costerà ad Ilario la morte, ucciso da mano donatista. Solo ora scopriamo che il figlio di Ilario, è Fabio, quello stesso Fabio che si trova ora ad Ippona al fianco del tribuno imperiale Valerio, a contrastare l'esortazione alla pace del vescovo Agostino. Valerio è passato dalle parole ai fatti: si è posto alla testa di un gruppo di uomini in armi che tenteranno una sortita contro le truppe di Genserico che assediano la città. Prima di partire, Fabio rivolge un appassionato addio a Lucilla.
La spedizione si rivela un totale fallimento: i Vandali catapultano in città sacchi pieni delle teste di alcuni dei soldati di Ippona fatti prigionieri. Lucilla è sconvolta al pensiero di aver perso per sempre Fabio. Agostino decide di fare un ultimo disperato tentativo e, rischiando la propria vita, si reca da Genserico. Contro ogni previsione, riesce ad ottenere la libertà dei prigionieri in cambio
della resa della città. Malgrado ciò molti cittadini preferiscono affidarsi a Valerio e aspettare l'arrivo della flotta romana. Agostino decide comunque di restare a Ippona e ordina che le casse dei suoi libri vengano sbarcate dalla nave papale per far posto a quanti scelgano di lasciare la città. Tra questi, anche Lucilla e Fabio, che Agostino unisce in matrimonio prima della partenza. Quella sera stessa la flotta romana viene completamente sconfitta e i Vandali invadono Ippona, mentre sulle mura in fiamme della città che Dio gli ha affidato Agostino vede allontanarsi la nave papale, con i suoi concittadini in salvo.
Mesi dopo, fra le rovine di Ippona, vediamo un bambino inoltrarsi nello studio saccheggiato del vescovo e cominciare a sfogliare uno dei suoi libri. Oggi l'esercito vandalo non esiste più. L’impero romano è solo un ricordo. Ma i libri di Agostino sono letti in tutto il mondo.

## Tecniche
Le tecniche di ripresa si differenziano dallo standard delle agiografie televisive: l'uso della steadicam attorno agli attori potenzia l'azione dei personaggi anche nei momenti più riflessivi. Il commento direttamente tratto dalle Confessiones sublima uno spettacolo già di per sé dignitoso e qualitativamente elevato.

## Ascolti
| n° | Prima TV Italia  | Telespettatori | Share  |
| -- | ---------------- | -------------- | ------ |
| 1  | 31 gennaio 2010  | 7 041 000      | 26,07% |
| 2  | 1º febbraio 2010 | 6 700 000      | 29,51% |

## La serieImperium
La serie Imperium è composta da cinque miniserie televisive:
- Augusto - Il primo imperatore, regia di Roger Young (2003);
- Nerone (miniserie televisiva), regia di Paul Marcus (2004);
- San Pietro (miniserie televisiva), regia di Giulio Base (2005);
- Pompei (miniserie televisiva), regia di Giulio Base (2007);
- Sant'Agostino, regia di Christian Duguay (2010)